# Sana Dadres
Sana Dadres (persisch سانا دادرس) ist eine ehemalige iranische Leichtathletin, die sich auf das Kugelstoßen spezialisiert hat.

## Sportliche Laufbahn
Erste internationale Erfahrungen sammelte Sana Dadres im Jahr 2018, als sie bei den Hallenasienmeisterschaften in Teheran mit einer Weite von 12,47 m die Bronzemedaille hinter der Usbekin Yelena Smolyanova und ihrer Landsfrau Maryam Norouzi gewann.